# 2MASS J14044495+4634297
2MASS J14044495+4634297 ist ein Brauner Zwerg im Sternbild Jagdhunde. Er wurde 2007 von Kelle L. Cruz et al. entdeckt.
Er gehört der Spektralklasse L0 an. Seine Position verschiebt sich aufgrund seiner Eigenbewegung jährlich um 0,27 Bogensekunden.